# Melolontha gracilicornis
Melolontha gracilicornis är en skalbaggsart som beskrevs av Blanchard 1871. Melolontha gracilicornis ingår i släktet Melolontha och familjen Melolonthidae. Inga underarter finns listade i Catalogue of Life.